# Salem (film, 2023)
Pour les articles homonymes, voir Salem.
Pour plus de détails, voir Fiche technique et Distribution.
Salem est un film français réalisé par Jean-Bernard Marlin et sorti en 2023.
il est présenté au festival de Cannes 2023 et sort au cinéma l'année suivante en salles. 

## Synopsis

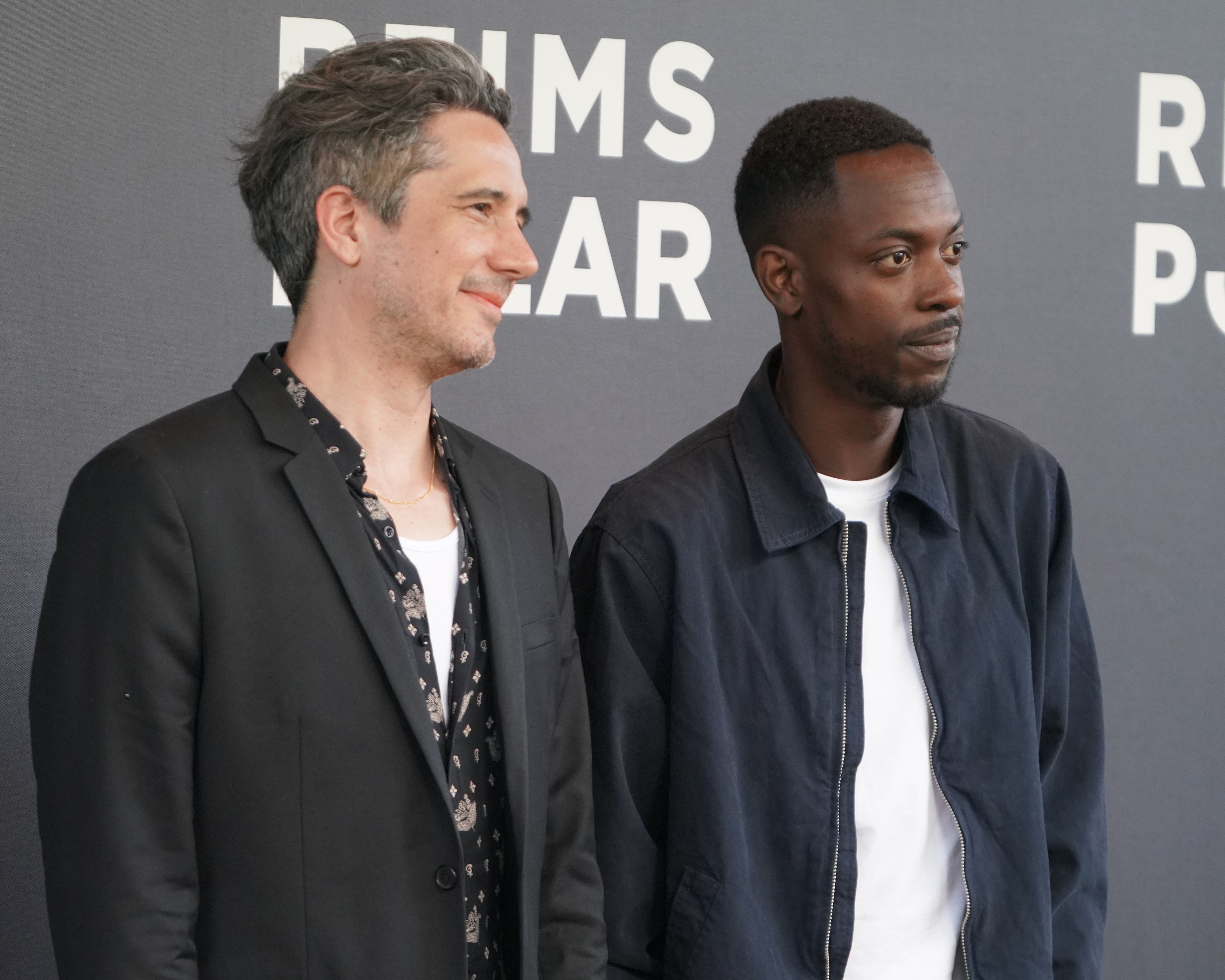
lors du festival Reims Polar 2024 J-B Merlin et Rachid Ousseni.

## Fiche technique
- Titre : Salem
- Réalisation : Jean-Bernard Marlin
- Scénario et dialogues : Jean-Bernard Marlin
- Photographie : Jonathan Ricquebourg
- Décors : Laurie Colson
- Son : Cédric Deloche
- Montage : Nicolas Desmaison
- Production : Unité - Vatos Locos Productions - France 2 cinéma
- Pays de  production :  France
- Distribution : Ad Vitam Distribution
- Durée : 118 minutes
- Dates de sortie :
  - France : mai 2023 (Festival de Cannes)
  - France : 29 mai 2024 (sortie nationale)

## Distribution
- Dalil Abdourahim : Djibril à 14 ans
- Oumar Moindjie : Djibril à 26 ans
- Wallenn El Gharbahoui : Ali
- Mohamed Soumare : Shakur à 14 ans
- Rachid Ousseni : Shakur à 26 ans
- Maryssa Bakoum : Camilla à 14 ans
- Inès Bouzid : Camilla à 26 ans
- Amal Issihaka Hali : Chat Noir
- Soilahoudine Ahamadi : Imran à 20 ans et plus
- Anthony Krehmeier : Anthony Romero

## Sélection
- Festival de Cannes 2023 (section Un certain regard)[1]